# Płoczyniec

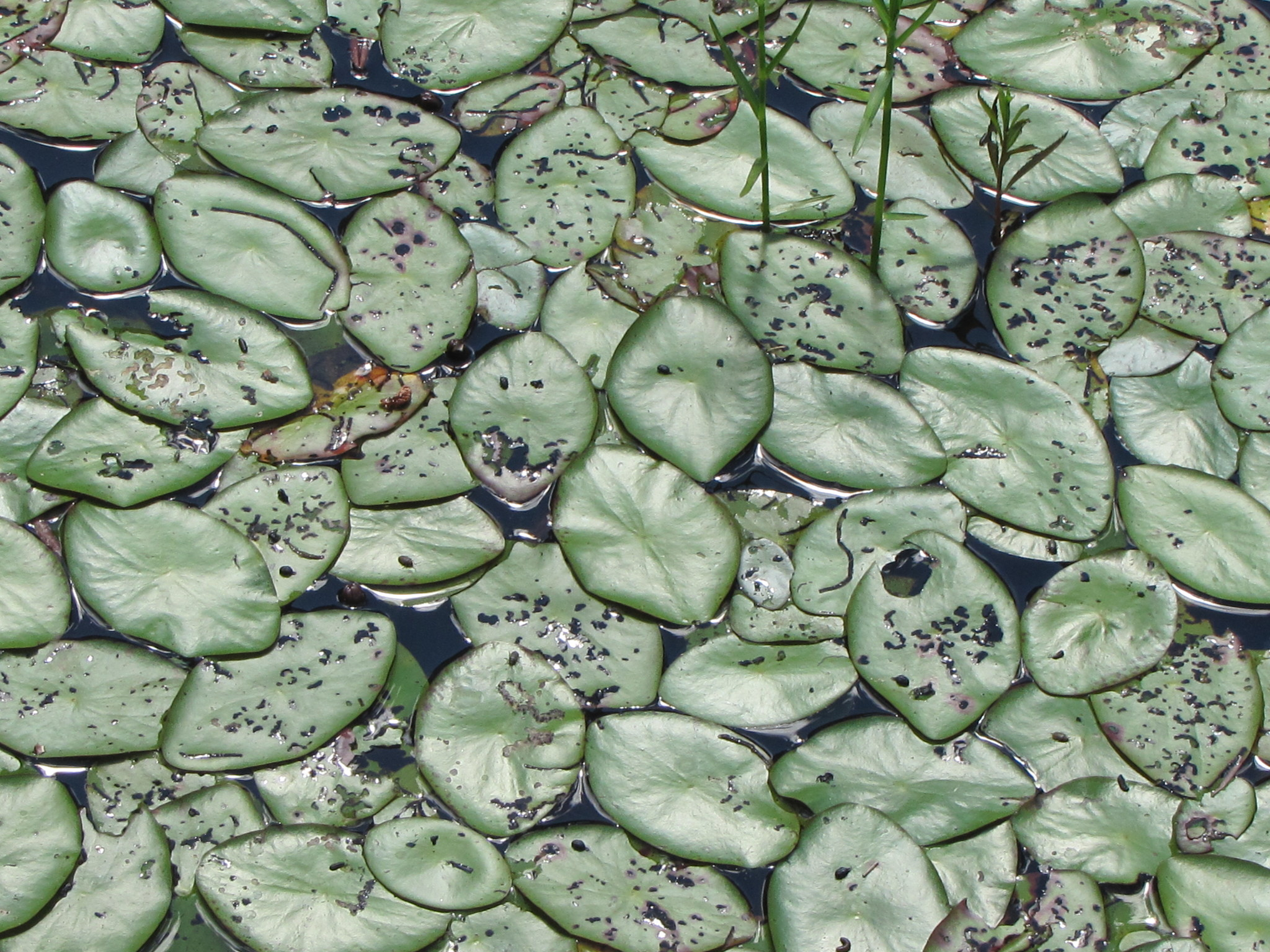
Liście płoczyńca

Płoczyniec (Brasenia Schreb.) – monotypowy rodzaj zawierający współcześnie tylko jeden gatunek – Brasenia schreberi J.F.Gmel. (Systema Naturae ed. 13, 1 1791). Roślina wodna o zasięgu obejmującym rozległe obszary w strefie klimatu umiarkowanego, zwłaszcza na półkuli północnej, poza tym notowany na terenach wyżej położonych w strefie międzyzwrotnikowej. Wszędzie jest jednak rośliną znaną ze stosunkowo nielicznych stanowisk. Nie występuje w ogóle w naturze w zachodniej części Azji oraz w Europie, skąd jednak roślina znana jest z wielu stanowisk z kopalnych flor trzeciorzędowych i plejstoceńskich (także z ziem polskich). Z nieznanych bliżej powodów płoczyniec ustąpił z kontynentu europejskiego ok. 115 tys. lat temu.
Nazwa rodzajowa upamiętnia Christopha Brasena, misjonarza z Moraw, badacza i kolekcjonera roślin z Grenlandii i Labradoru.
Gatunek bez większego znaczenia ekonomicznego. Bywa uprawiany w Azji Wschodniej jako warzywo. Śluz wydzielany na zanurzonych organach tego gatunku ma potencjalnie zastosowanie do kontroli rozwoju glonów i bakterii w stawach.

## Morfologia
PokrójRoślina przypomina wodne rośliny z rodziny grzybieniowatych (do tej rodziny dawniej też była zaliczana). Młode rośliny są mocno śluzowate, śluzem okryte są też podwodne części dojrzałych roślin.
KłączeMięsiste, rosnące na dnie zbiornika.
LiścieSkrętoległe. Wszystkie pływające (tylko siewki mają młode liście zanurzone), długoogonkowe. Tarczowate, eliptyczne, z ogonkami kończącymi się pośrodku całobrzegiej blaszki. Blaszka osiąga rozmiary 3,5–13,5 × 2–8 cm.
KwiatyDługoogonkowe i niepozorne (do 2 cm średnicy). Zewnętrzny okółek ciemnopurpurowego okwiatu składa się z trzech wąskojajowatych listków, wewnętrzny tworzą także trzy nieco dłuższe i węższe, wąskopodługowate listki. Pręciki liczne od 18 do 36, czasem nawet ponad 50. Wytwarzają wielkie ilości pyłku. Słupków jest od 4 do 18, są jednokomorowe i zawierają po dwa, czasem jeden zalążek.
OwoceMniej lub bardziej wrzecionowate, o długości 6–10 mm. Zawierają 1–2 jajowate nasiona o długości 2–4 mm.

## Biologia i ekologia
Bylina zasiedlająca wody stojące i wolno płynące, głównie jeziora oligo- i mezotroficzne na wysokości do 2000 m n.p.m. Kwitnienie następuje późną wiosną i wczesnym latem. Płoczyniec jest rośliną wiatropylną.

## Systematyka
Pozycja systematyczna według Angiosperm Phylogeny Website (aktualizowany system APG IV z 2016)
Rodzaj w ramach rodziny pływcowate (Cabombaceae) wchodzi w skład rzędu grzybieniowców (Nympheales), stanowiącego jedną z najstarszych linii rozwojowych okrytonasiennych.